# Lễ bỏ mả (người Êđê)
Lễ bỏ mả là dịp sinh hoạt văn hóa cổ truyền tổng hợp đặc sắc của các tộc người Tây Nguyên (tây nam Trung bộ Việt Nam), bao gồm nhiều hoạt động như:
- Hiến tế bằng súc vật
- Lễ cúng và chia của cải cho người đã khuất
- Trình diễn âm nhạc, múa, trò rối và mặt nạ
- Ẩm thực cộng đồng

Tiến sĩ Ngô Văn Doanh đã nhận định: "Lễ bỏ mả được đánh giá là một lễ hội mang tính tổng hợp văn hóa nghệ thuật nhuần nhuyễn và sinh động bậc nhất Tây Nguyên".